# Sprung aus den Wolken (Band)
Sprung aus den Wolken ist eine Berliner Band die 1980 von Kiddy Citny gegründet wurde. Citny ist bis in die Gegenwart Kopf der Band, die häufig wechselnde Mitglieder hatte, darunter waren auch Alexander Hacke, Jochen Arbeit und Peter Prima. 

## Geschichte
Anfang der 1980er Jahre war die Band Teil der Berliner „Geniale Dilletanten-Bewegung“ und trat 1981 beim „Festival Genialer Dilletanten“ auf. Gemeinsam mit Mechanik Destrüktiw Komandöh und den Einstürzenden Neubauten tourten sie im selben Jahr als „Die Berliner Krankheit“ durch Westdeutschland.
Sprung aus den Wolken veröffentlichten erstmals 1981 eine EP bei ZickZack, 1982 und 1983 folgten weitere Veröffentlichungen auf dem hauseigenen Plattenlabel Faux Pas, danach bis 1991 auf dem französischen Label Les Disques Du Soleil Et De L'Acier. Das Stück Pas Attendre war Teil des Soundtracks von Wim Wenders’ Film Der Himmel über Berlin.
Mit dem Ende der Neuen Deutschen Welle änderte sich auch ihr Stil. Das minimalistische Crossover aus New Wave, Industrial und Dub wich stärkeren Techno-Einflüssen. Nach 1991 war lange Jahre wenig von ihnen zu hören. Nach einer Folge von Neu- und Wiederveröffentlichungen älteren Materials seit 2004 auf den Labels Vinyl on Demand und Klanggalerie ist die Band jedoch offiziell wieder aktiv; seit 2009 ist Renault Schubert Mitglied.

## Diskografie
- „s/t“ (wiederveröffentlicht als „Dub and Die“), (12"), Zickzack, 1981
- „s/t“, (LP), Faux Pas, 1982
- „Pas Attendre“, (12"), Les Disques Du Soleil Et De L'Acier, 1985
- „The Story of Electricity“, (Album), Les Disques Du Soleil Et De L'Acier, 1987
- „Roundandaround“, (Album), Les Disques Du Soleil Et De L'Acier, 1991
- „Sprung aus den Wolken vs. Film 2 - Global K.O.“, (Album), Klanggalerie, 2007
- „Lust Last Liebe“, (Album), Faux Pas Communications, 2011